# Лузітанська дорога

Римські дороги на Іберійському півострові

Лузитанська дорога (лат. Via Lusitanorum) — римська дорога на Іберійському півострові на території сучасної Португалії. 
Пов'язувала міста Алгарве, Фару, Мілреу, Лакобрига (зараз Лагуш).
Дорога з'єднувалась з Августовою дорогою.